# Flawian
Flawian – imię męskie pochodzenia łacińskiego. Wywodzi się od nazwy rzymskiego rodu Flawiuszów. Oznacza flavus - "żółty, płowy, złoty". Wśród patronów - m.in. św. Flawian II, biskup Antiochii.
Flawian imieniny obchodzi 28 stycznia, 14 lutego, 18 lutego, 24 lutego, 20 lipca i 23 sierpnia.
Żeński odpowiednik: Flawiana